# Gryzowanie
Gryzowanie – zabieg uprawowy odwracająco-spulchniający wykonywany glebogryzarką lub motyką rotacyjną, służący do niszczenia darni, doprawiania roli po orce na glebach ciężkich lub do płytkiej przedsiewnej uprawy.
Gryzowanie można stosować do:
- gryzowania ścierniska,
- gryzowania roli pod międzyplony ścierniskowe,
- gryzowania nawozów zielonych,
- wymieszania słomy lub obornika z rolą,
- gryzowania międzyplonów, liści buraczanych lub słomy z kukurydzy z równoczesnym siewem pszenicy ozimej,
- gryzowania użytków zielonych,
- uprawy wiosennej pod rośliny jare[1].

Na wydajność gryzowania wpływa:
- szerokość robocza,
- głębokość pracy,
- prędkość jazdy,
- liczba elementów roboczych,
- kierunek obrotów wału,
- rodzaj, stan, wilgotność i pokrycie gleby[1].

Główne wady gryzowania:
- zbyt intensywne rozdrabnianie roli (rozpylanie) podczas dużych prędkości obwodowych,
- zaszlamowanie i zaskorupienie roli na glebach zlewnych przy niekorzystnym przebiegu pogody,
- nieduży stopień odwracania roli, przez co część resztek pożniwnych pozostaje na powierzchni pola,
- mała wydajność przy dużej energochłonności[1].